# 情報主導型警察活動
情報主導型警察活動（じょうほうしゅどうがたけいさつかつどう、Intelligence-led policing）とは、リスクの評価と管理を中心に構築された警察活動である。情報担当官が収集・分析した情報を元に意思決定者が重点目標を定めて犯罪を発見し予防する。インテリジェンス主導型警察活動とも。
情報主導型警察活動は1990年代のイギリスから始まり、アメリカ同時多発テロ事件以降は北米に広まった。
情報主導型警察活動は従来の事後対応型・個別対応型の警察活動とは異なるアプローチの警察活動である。

## 歴史
情報主導型警察活動が登場する前の警察活動は対応型戦略だった。しかしイギリスでは犯罪が警察の手に余るようになったので、警察の力をより効果的に活用できる新しい戦略が求められた。
最初の情報主導型警察活動はイギリスで始まった。イギリスでは警察が１つ１つの事件への対応に時間をかけすぎ、再犯者の問題に取り組んでいないと考えられていた。1993年に監査委員会、1997年に警察監察局が情報や監視、情報提供者をもっと活用して常習犯に的を絞るように提案した。提案はケント警察など、いくつかの警察署ですぐに採用された。ケント警察では予算削減により警察官の数が減少し、自動車盗の急増に対応出来ないでいた。ケント警察は警察が担わなくても良いサービスを他の役所に振り分けて自動車盗に焦点を合わせて地域毎に情報班を編成し、常習犯を逮捕・起訴することで盗難を大幅に減少させた。
とはいえ情報主導型警察活動はアメリカ同時多発テロ事件までは主流ではなかった。アメリカでは1970年代に犯罪情報のデータベース化が始まったが、市民的な自由の侵害や人権侵害により停滞し、1980年代に登録基準を厳格にすることでようやく地域情報共有システム (RISS) センターが全米に建設された。その後1990年代にはマーク・リーブリング（Mark Riebling）の著書『ウェッジ - FBIとCIAの間の秘密戦争』により法執行機関と情報機関の間の争いが脚光を浴び、警察に「よりスパイのように」なることを促すような動きがあった。しかしアメリカ同時多発テロ事件以前は政府は縦割りで情報を他の部署に漏らすようなことはなかった。2000年代に入ると欧米に対するテロ事件が頻発するようになり、警察が対応しなければならない脅威は犯罪からテロに変化した。テロリストは地球の裏側から攻撃してくる場合もあれば、地域社会に隠れて攻撃してくる場合もあった。それに伴い警察が収集しなければならない情報も変化した。
例えばアメリカ合衆国国土安全保障省では2005年現在リスクベースのアプローチを採用している。マイケル・チャートフ長官によれば、「リスク管理はどうすれば攻撃を防ぎ、対応し、回復できるかを検討する際の意思決定の指針」になると言う。またリスクは「脅威、脆弱性、結果の重大性」という３つ観点から管理して優先順位を決定し、複数の段階で安全性が増大するような一連の予防手順や防護手順を策定していると言う。
一方、2015年の国連警察の「警察の能力構築と開発」ガイドラインでは地域社会型警察活動と情報主導型警察活動の併用を求めている。再建中の警察は人員が不足している為、限られた警察資源を有効活用するために情報主導型警察活動により分析を行い、犯罪や治安の悪化を予測し、優先順位をつけて人員を割り当てる必要がある。なお情報主導型警察活動の理論は従来の対応型の理論の上に構築されているため、併用は可能である。
情報主導型警察活動の理論は再保証と近隣警察活動を結合する方向で進化している。

## 情報とは

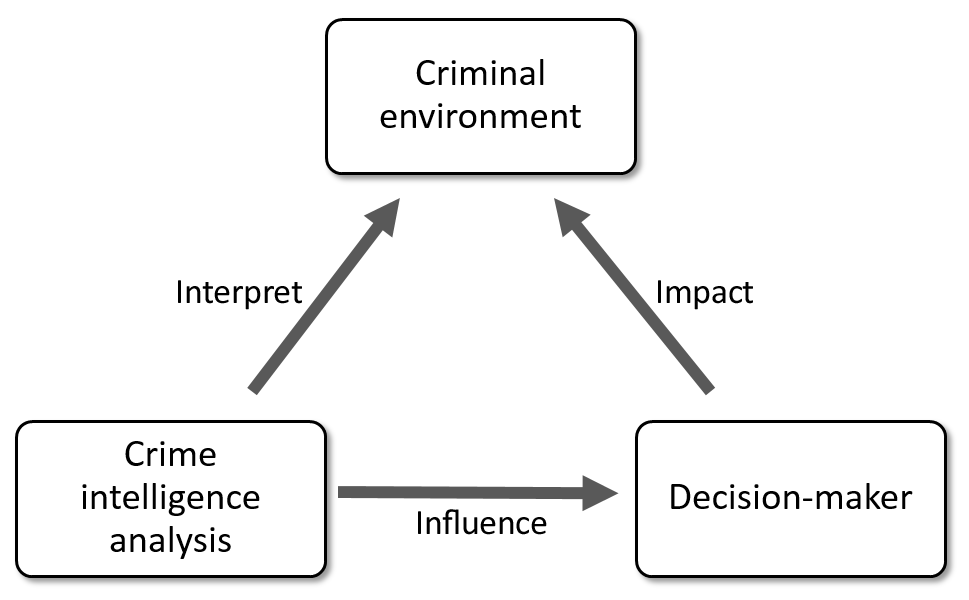
３つのＩ

2015年の国連警察の「警察の能力構築と開発」ガイドラインでは犯罪者の尋問、監視や情報提供者からの秘密情報の取得、社会人口統計などの公開情報などから犯罪パターンや常習者の情報を入手・保存・目録化し、犯罪データのパターンに着目して、事件や証拠を潜在的犯罪者や犯罪グループに結びつけるように分析を行う。そして分析に基づいて犯罪多発地点に対するパトロールの増加や悪質な再犯者に対する積極的な標的化などの意思決定を行うと定めている。
2003年に導入された国家犯罪情報共有計画 (NCISP) では、情報は収集するだけでなくインテリジェンス・サイクルにより分析しなければならない。情報はコンピューター処理で単純化するだけでなく、訓練されたアナリストによって分析される必要があるとしている。
テンプル大学の刑事司法学の教授であるジェリー・H・ラトクリフによると、情報主導型警察活動では３つのＩが重要であり、犯罪情報分析官が犯罪環境を「インタープリト」（解釈）し、意思決定者である上司を「インフルエンス」（感化）し、意思決定者が犯罪環境に対して「インパクト」（影響）を与えなければならないと説明している。つまり意思決定者と犯罪情報分析官は密接に連携しなければならない。
また長期的な犯罪削減には更に広範な原因因子への対応が必要であり、地方議会や住宅当局、保健教育局などが鍵を握っている可能性が高いと言う意見がある。各機関が情報を共有することで、より大きな「情報ネットワーク」が生まれ、それが効果的に利用されれば犯罪の大幅な減少につながると支持者は期待している。

## 利点
ジェリー・H・ラトクリフは情報主導型警察活動には10の利点があると主張している。
- 支援的で情報化された指揮構造
- 情報主導型警察活動は組織全体のアプローチの中心である
- 犯罪と犯罪分析の統合
- 多産かつ重大な違反者に焦点を合わせる
- 分析と（幹部向けの）立案の訓練を受講できるようにする
- 戦略的および戦術的なタスク・ミーティングの開催
- ルーチンワークの日常的な調査の多くを除外
- 意思決定に影響を与える品質の高い成果物を裏付ける十分に完全で信頼性があり利用可能なデータ
- 行動情報成果物には管理構造が存在する
- 予防・中断・執行に適切に利用する

## 課題
情報主導型警察活動の課題を列挙する。
- 情報主導型警察活動は発展途上の理論であり、異なる文脈で適用できる普遍的な概念フレームワークではない。
- 意思決定者が情報プロセスや情報担当者の判断と勧告を信頼しなければ実施できない[16]。
- 生のデータに知識や実用性はないため、データを集めれば良いというわけではなく、巨大なデータベースの情報過多が問題になる[17]。
- 情報収集と分析によるプライバシー侵害の問題[18]。1960年代の判例との整合性や新技術による取得可能範囲の拡大。
- 情報主導型警察活動は安全保障と警察活動の区別を曖昧にするため、政治的な干渉や市民的な自由の侵害、情報活動に伴う秘密保持の強化による警察権力の濫用の可能性がある[19][20]。